# 羅傑斯鎮區 (密歇根州)
羅傑斯鎮區（英語：Rogers Township）是位於美國密歇根州普雷斯克艾爾縣的一個行政鎮區。

## 地方資料
羅傑斯鎮區的面積為87.10平方千米，當中陸地面積為86.90平方千米，而水域面積為0.20平方千米。根據2020年美國人口普查的數據，當地共有人口964人，而人口密度為每平方千米11.07人。